# 나카노조역
나카노조역(일본어: 中之条駅)은 일본 군마현 아가쓰마군 나카노조정에 위치한 동일본 여객철도 아가쓰마 선의 철도역이다. 단선 · 섬식의 형태를 합친 2면 3선 구조의 복합 승강장을 갖춘 지상역이다.

## 타는 곳
| 1 | ■ 아가쓰마 선 | 상행 | 시부카와 · 신마에바시 · 다카사키 · 우에노 방면                                                              |
| 2 | ■ 아가쓰마 선 | 하행 | 나가노하라쿠사쓰구치 · 만자 · 카자와구치 방면                                                               |
| 3 | ■ 아가쓰마 선 | (대피선) * 11:46분발의 나가노하라쿠사쓰구치 행은, 정기열차로는 유일한 3번선에 발착함. (2014년 1월 1일 현재) | (대피선) * 11:46분발의 나가노하라쿠사쓰구치 행은, 정기열차로는 유일한 3번선에 발착함. (2014년 1월 1일 현재) |

## 이용 현황
| 승차 인원 추이 | 승차 인원 추이 |
| 연도           | 1일 평균       |
| -------------- | -------------- |
| 2000           | 1,418          |
| 2001           | 1,387          |
| 2002           | 1,311          |
| 2003           | 1,316          |
| 2004           | 1,224          |
| 2005           | 1,223          |
| 2006           | 1,230          |
| 2007           | 1,184          |
| 2008           | 1,124          |
| 2009           | 1,054          |
| 2010           | 1,042          |
| 2011           | 1,002          |
| 2012           | 1,024          |
| 2013           | 987            |
| 2014           | 937            |

## 역 주변
- 나카노조 정청
- 군마 현 아가쓰마 현민국 나카노조 합동 청사
- 나카노조 간이 재판소 · 마에바시 가정 재판소 나카노조 출장소
- 마에바시 지방 법무국 나카노조 지국

## 인접 역
| 동일본 여객철도 아가쓰마 선       | 동일본 여객철도 아가쓰마 선 | 동일본 여객철도 아가쓰마 선 |
| --------------------------------- | --------------------------- | --------------------------- |
| 이치시로 다카사키 · 시부카와 방면 | ■ 아가쓰마 선               | 군마하라마치 오마에 방면    |